# Mohamed Rahim
Mohamed Rahim (en arabe : محمد رحيم), né le 1er février 1995 à Casablanca (Maroc), est un footballeur marocain évoluant au poste de défenseur central au WAC Casablanca.

## Biographie
Le 18 novembre 2019, Il remporte la Coupe du Trône en jouant la finale avec son club Tihad AS face au Hassania d'Agadir.
Il participe à la Ligue des champions d'Afrique en 2020 et 2021 avec le Wydad.

## Palmarès

### En club
Tihad AS
- Coupe du trône
  - Vainqueur : 2019.

 Wydad AC
- Botola Pro
  - Vainqueur : 2021 et 2022.
- Ligue des champions de la CAF
  - Vainqueur : 2022